# 68948 Mikeoates
68948 Mikeoates este un asteroid din centura principală de asteroizi.

## Descriere
68948 Mikeoates este un asteroid din centura principală de asteroizi. A fost descoperit pe 8 august 2002 la Observatorul Palomar de Sebastian F. Hönig. Asteroidul prezintă o orbită caracterizată de o semiaxă mare de 2,79 ua, o excentricitate de 0,03 și o înclinație de 1,2° în raport cu ecliptica.